# Il coccodrillo enorme
Il coccodrillo enorme (The Enormous Crocodile) è un romanzo per bambini di genere fantastico scritto da Roald Dahl e illustrato da Quentin Blake, pubblicato nel 1978. 

## Trama
La storia inizia in Africa in un fiume grande, profondo e fangoso, dove il Coccodrillo enorme sta dicendo a un coccodrillo leggermente più piccolo che vuole lasciare la sua sporca casa e mangiare dei bambini per pranzo. Anche se il coccodrillo più piccolo gli dice che i bambini non sono buoni il Coccodrillo enorme lascia lo stesso il fiume e annuncia le sue intenzione all'ippopotamo, all'elefante, alla scimmia, e infine ad un uccello. E tutti e quattro ne rimangono inorriditi.
Il Coccodrillo enorme si dirige verso una foresta tranquilla, non lontano da una città africana deserta, dove si traveste da albero di cocco usando diversi rami caduti e noci di cocco, sperando di mangiare due bambini di nome Toto e Mary. Ma viene catturato dall'ippopotamo arrivato in soccorso dei bambini.
Più tardi, dopo essersi liberato il Coccodrillo enorme si dirige verso un parco giochi per bambini situato fuori da una vecchia scuola. Lì il Coccodrillo usando l'ingegno si traveste da altalena. Appena escono i bambini vedendolo lo scambiano per la nuova altalena. Ma sarà l'insegnante della scuola e la scimmia a far scoraggiare i bambini nel sedersi sopra di lui.
Temendo di poter essere catturato e poi ucciso, il Coccodrillo enorme si dirige verso un affollato luna park dove vede una "grande rotatoria". Senza che nessuno lo veda, il coccodrillo si mette in mezzo a un leone marrone e un drago giallo sperando di mangiare una giovane ragazza di nome Jill che vuole cavalcarlo. Ma verrà bloccato dall'uccello dalla giungla.
Non volendo rinunciare al suo obbiettivo, il Coccodrillo enorme si reca in una "zona picnic" situata in un bosco tropicale appena fuori città, circondato da alberi e cespugli. Senza farsi vedere, il coccodrillo si finge un tavolo, sperando di mangiare quattro bambini (due maschi e due femmine) che sono andati lì per fare un picnic, ma viene scoperto dall'Elefante.
Con la possibilità di salvare la situazione, l'elefante prende il Grande coccodrillo per la coda e lo trascina via verso gli altri animali che gli dicono che ne hanno avuto abbastanza dei suoi trucchetti. Perciò il Grande coccodrillo viene lanciato via dall'elefante attraverso la stratosfera terrestre. La storia finisce con l'animale che cade rovinosamente dentro il sole.

## Stile e data di pubblicazione
Il coccodrillo enorme è nello stile di un libro illustrato in contrasto con gli altri libri di racconti di Roald Dahl, illustrati da Quentin Blake. È stato pubblicato il 1º novembre 1978.

## Opere derivate
Il racconto è stato pubblicato come audiolibro narrato da Roger Blake e Stephen Fry su audiocassetta e compact disc. La storia è stata anche adattata in uno speciale televisivo del 1997.